# Prêmio Jesse Owens
O Prêmio Jesse Owens é um prêmio de atletismo.

## Lista de vencedores

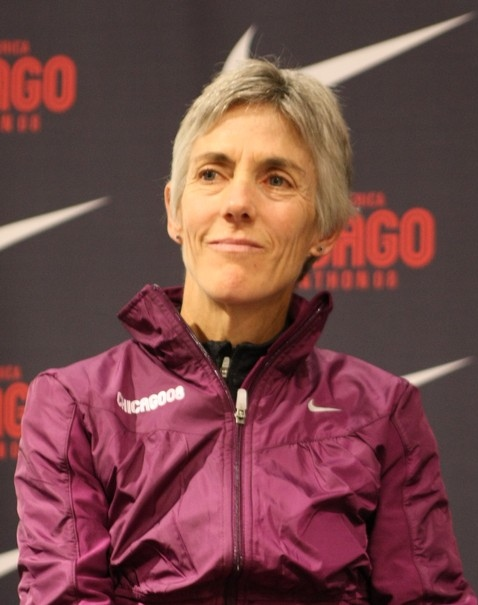
Joan Benoit venceu em 1984 após tornar-se a primeira campeã olímpica na maratona.

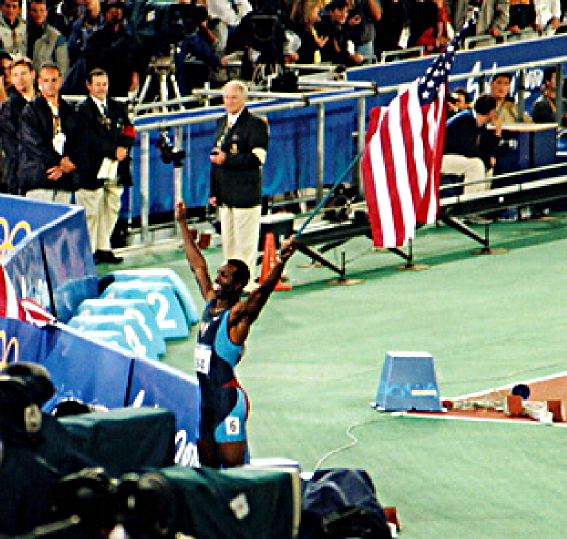
Michael Johnson venceu o prêmio em três edições.

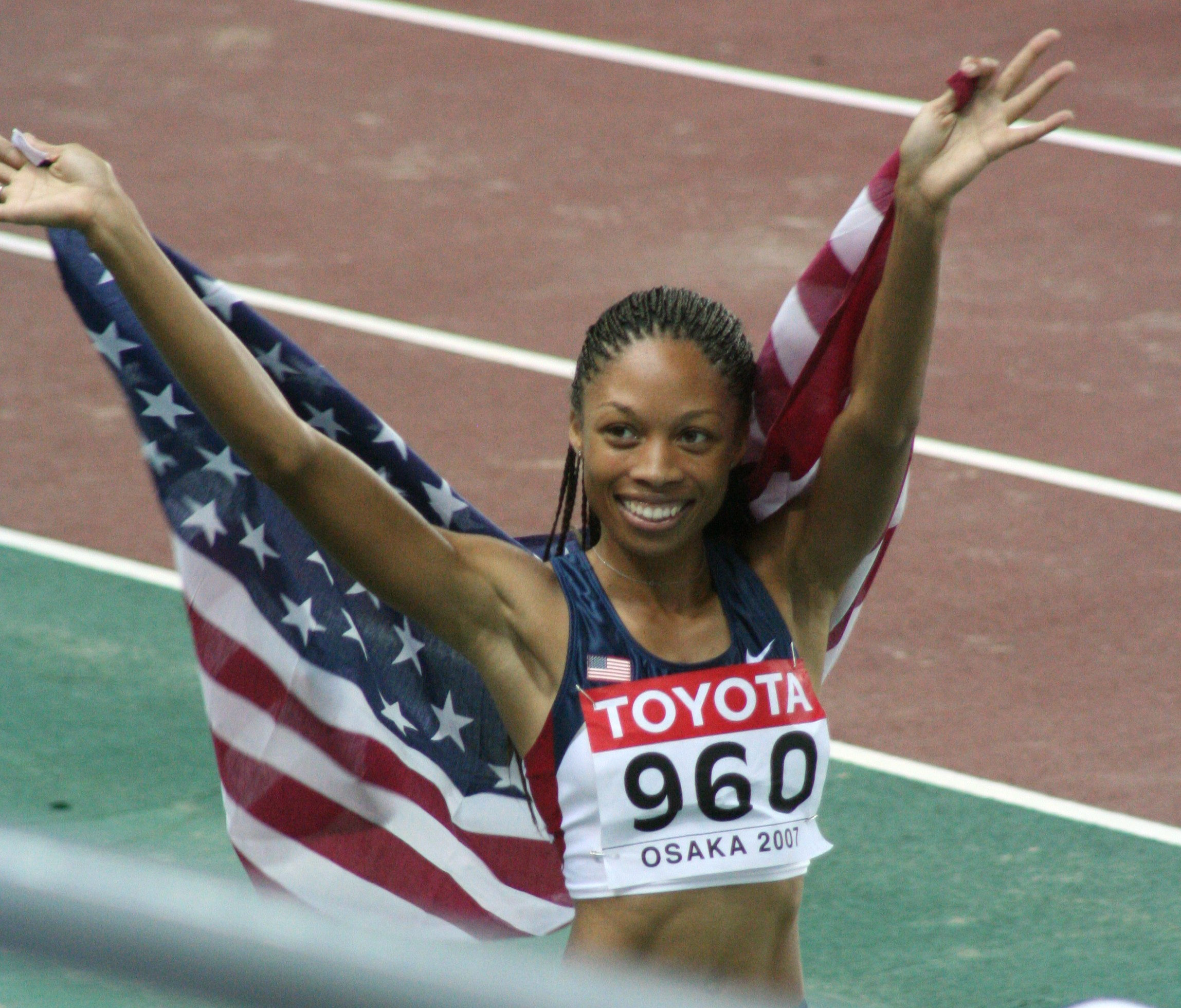
Allyson Felix foi a vencedora das edições de 2005, 2007, 2010 e 2012.

| Ano  | Vencedor masculino   | Vencedora feminina          | Ref    |
| ---- | -------------------- | --------------------------- | ------ |
| 1981 | Edwin Moses          | —                           | [ 2 ]  |
| 1982 | Carl Lewis           | —                           | [ 3 ]  |
| 1983 | —                    | Mary Decker                 | [ 4 ]  |
| 1984 | —                    | Joan Benoit                 | [ 5 ]  |
| 1985 | Willie Banks         | —                           | [ 6 ]  |
| 1986 | —                    | Jackie Joyner-Kersee        | [ 7 ]  |
| 1987 | —                    | Jackie Joyner-Kersee        | [ 7 ]  |
| 1988 | —                    | Florence Griffith Joyner    | [ 8 ]  |
| 1989 | Roger Kingdom        | —                           | [ 9 ]  |
| 1990 | —                    | Lynn Jennings               | [ 10 ] |
| 1991 | Carl Lewis           | —                           | [ 3 ]  |
| 1992 | Kevin Young          | —                           | [ 11 ] |
| 1993 | —                    | Gail Devers                 | [ 12 ] |
| 1994 | Michael Johnson      | —                           | [ 13 ] |
| 1995 | Michael Johnson      | —                           | [ 13 ] |
| 1996 | Michael Johnson      | Gail Devers                 | [ 13 ] |
| 1997 | Allen Johnson        | Marion Jones                | [ 14 ] |
| 1998 | John Godina          | Marion Jones                | [ 15 ] |
| 1999 | Maurice Greene       | Inger Miller                | [ 16 ] |
| 2000 | Angelo Taylor        | Stacy Dragila               | [ 17 ] |
| 2001 | John Godina          | Stacy Dragila               | [ 18 ] |
| 2002 | Khalid Khannouchi    | Deena Kastor                | [ 19 ] |
| 2003 | Tom Pappas           | Deena Kastor                | [ 20 ] |
| 2004 | Justin Gatlin        | Joanna Hayes                | [ 21 ] |
| 2005 | Justin Gatlin        | Allyson Felix               | [ 22 ] |
| 2006 | Jeremy Wariner       | Sanya Richards              | [ 23 ] |
| 2007 | Tyson Gay            | Allyson Felix               | [ 24 ] |
| 2008 | Bryan Clay           | Stephanie Brown Trafton     | [ 25 ] |
| 2009 | Tyson Gay            | Sanya Richards              | [ 26 ] |
| 2010 | David Oliver         | Allyson Felix               | [ 27 ] |
| 2011 | Jesse Williams       | Carmelita Jeter             | [ 28 ] |
| 2012 | Ashton Eaton         | Allyson Felix               | [ 29 ] |
| Ano  | Prêmio Jesse Owens   | Prêmio Jackie Joyner-Kersee | Ref    |
| 2013 | LaShawn Merritt      | Brianna Rollins             | [ 30 ] |
| 2014 | Mebrahtom Keflezighi | Jennifer Simpson            | [ 31 ] |
| 2015 | Ashton Eaton         | Allyson Felix               | [ 32 ] |
| 2016 | Matthew Centrowitz   | Michelle Carter             | [ 33 ] |